# 多棘雀鯛
多棘雀鯛（學名：Pomacentrus polyspinus），是輻鰭魚綱鱸形目雀鯛科雀鯛屬的其中一種，分布於東印度洋安達曼海海域，深度3至10公尺，體長可達7公分，棲息在近海珊瑚礁和潟湖，以浮游生物為食，繁殖期時成對出現，雄魚會守護卵直到孵化，生活習性不明。